# الفبای عربی
الفبای عربی (عربی: اَلْحُرُوفُ ٱلْعَرَبِیَّة) یا ابجدی عربی (عربی: اَلْأَبْجَدِيَّةُ ٱلْعَرَبِيَّة) حروف نوشتاری خط و زبان عربی است.
الفبای عربی، دارای ۲۸ حرف است و الفبای فارسی از آن، گرفته شده است. الفبای عربی، دارای دو ترتیب اَبتَثی و ابجدی است. ترتیب اَبتَثی آن مانند فارسی است، با این تفاوت که حرف (ه) پیش از حرف (و) قرار دارد. الفبای زبان عربی فاقد ۴ حرف (گ_چ_پ_ژ) است.

## ترتیب و نام حروف

### نام حروف
ا (الف)_ ب (با)_ ت (تا)_ ث (ثا)_ ج (جیم)_ ح (حا)_ خ (خا)_ د (دال)_ ذ (ذال)_ ر (را)_ ز (زا)_ س (سین)_ ش (شین)_ ص (صاد) _ ض (ضاد)_ ط (طا) ظ (ظا)_ ع (عین)_ غ (غین)_ ف (فا)_ ق (قاف)_ ک (کاف)_ ل (لام)_ م (میم)_ ن (نون)_ ه(ها)_ و (واو)_ ی (یا).

### ترتیب ابجدی
ترتیب ابجدی آن بر پایه حساب عددی (جمل) است.
| ترتیب ابجدی حروف عربی                          | ترتیب ابجدی حروف عربی | ترتیب ابجدی حروف عربی | ترتیب ابجدی حروف عربی | ترتیب ابجدی حروف عربی | ترتیب ابجدی حروف عربی | ترتیب ابجدی حروف عربی | ترتیب ابجدی حروف عربی | ترتیب ابجدی حروف عربی |
|                                                | کلمه                  | حروف                  | آوا                   |                       | کلمه                  | حرف                   | آوا                   |                       |
| ---------------------------------------------- | --------------------- | --------------------- | --------------------- | --------------------- | --------------------- | --------------------- | --------------------- | --------------------- |
| اَبْجَدْ                                           | ا                     | ʔ                     | سَعْفَصْ                  | س                     | s                     |                       |                       |                       |
| اَبْجَدْ                                           | ب                     | b                     | سَعْفَصْ                  | ع                     | ʕ                     |                       |                       |                       |
| اَبْجَدْ                                           | ج                     | d͡ʒ                    | سَعْفَصْ                  | ف                     | f                     |                       |                       |                       |
| اَبْجَدْ                                           | د                     | d                     | سَعْفَصْ                  | ص                     | sˤ                    |                       |                       |                       |
| هَوَّزْ                                            | ه                     | h                     | قَرَشَتْ                  | ق                     | q                     |                       |                       |                       |
| هَوَّزْ                                            | و                     | w                     | قَرَشَتْ                  | ر                     | ɾ                     |                       |                       |                       |
| هَوَّزْ                                            | ز                     | z                     | قَرَشَتْ                  | ش                     | ʃ                     |                       |                       |                       |
| حُطّی                                            | ح                     | ħ                     | قَرَشَتْ                  | ت                     | t                     |                       |                       |                       |
| حُطّی                                            | ط                     | tˤ                    | ثَخَِّذْ                   | ث                     | θ                     |                       |                       |                       |
| حُطّی                                            | ی                     | j                     | ثَخَِّذْ                   | خ                     | x                     |                       |                       |                       |
| کَلَمَنْ                                           | ک                     | k                     | ثَخَِّذْ                   | ذ                     | ð                     |                       |                       |                       |
| کَلَمَنْ                                           | ل                     | l                     | ضَظِغْ                   | ض                     | d̪ˤ                    |                       |                       |                       |
| کَلَمَنْ                                           | م                     | m                     | ضَظِغْ                   | ظ                     | ðˤ                    |                       |                       |                       |
| کَلَمَنْ                                           | ن                     | n                     | ضَظِغْ                   | غ                     | ɣ                     |                       |                       |                       |
| جستارهای وابسته خط عربی \| ابجد \| الفبا \| خط |                       |                       |                       |                       |                       |                       |                       |                       |

### ترتیب ابتثی
| الفبای عربی | الفبای عربی | الفبای عربی | الفبای عربی | الفبای عربی | الفبای عربی | الفبای عربی | الفبای عربی | الفبای عربی | الفبای عربی | الفبای عربی | الفبای عربی | الفبای عربی | الفبای عربی | الفبای عربی | الفبای عربی | الفبای عربی | الفبای عربی | الفبای عربی | الفبای عربی | الفبای عربی | الفبای عربی | الفبای عربی | الفبای عربی | الفبای عربی | الفبای عربی | الفبای عربی | الفبای عربی |
| ----------- | ----------- | ----------- | ----------- | ----------- | ----------- | ----------- | ----------- | ----------- | ----------- | ----------- | ----------- | ----------- | ----------- | ----------- | ----------- | ----------- | ----------- | ----------- | ----------- | ----------- | ----------- | ----------- | ----------- | ----------- | ----------- | ----------- | ----------- |
| ألِف         | باء         | تاء         | ثاء         | جيم         | حاء         | خاء         | دال         | ذال         | راء         | زاي         | سين         | شين         | صاد         | ضاد         | طاء         | ظاء         | عين         | غين         | فاء         | قاف         | كاف         | لام         | ميم         | نون         | هاء         | واو         | ياء         |

## تاریخچه

### پیش از اسلام

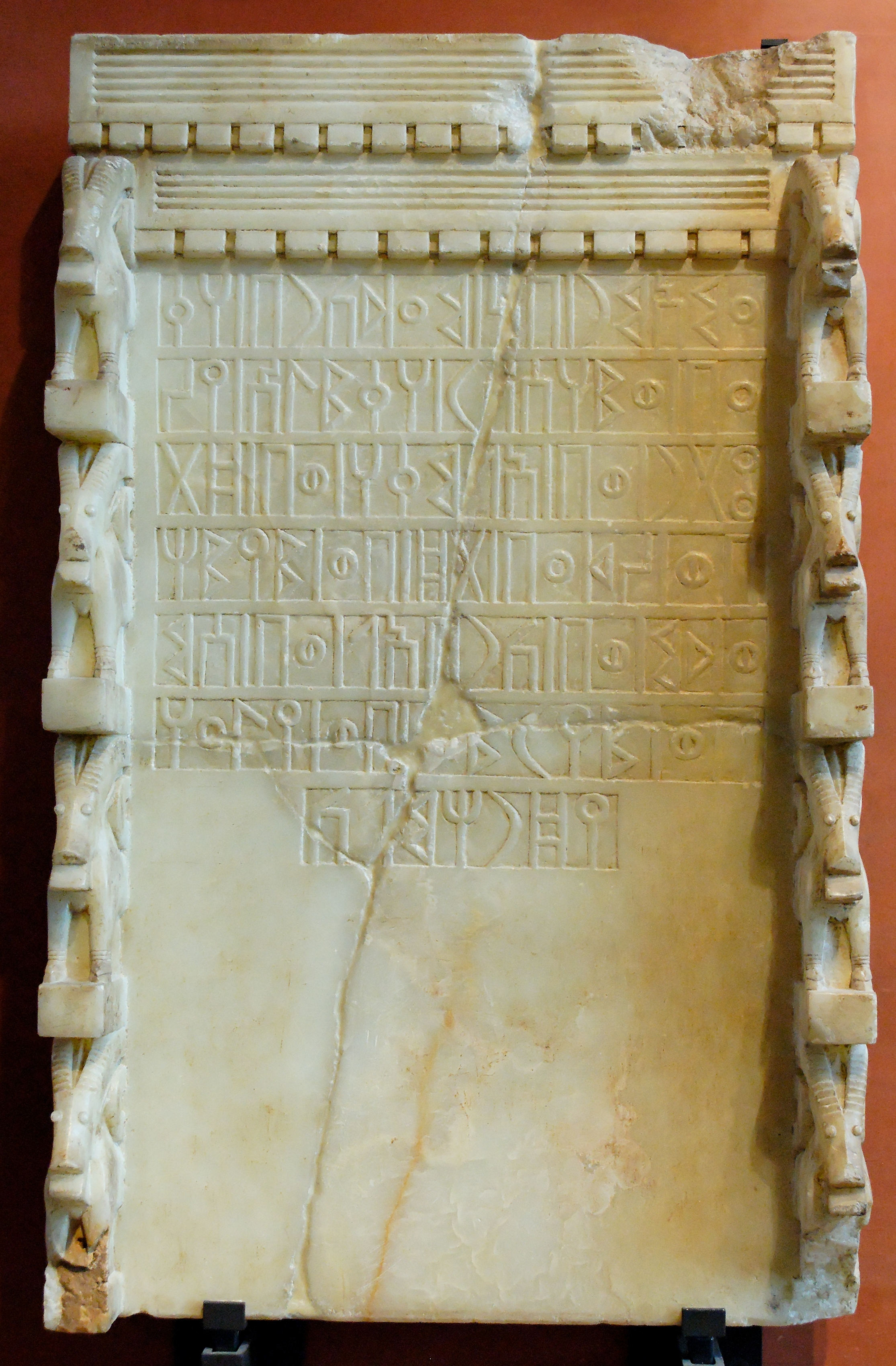
کتیبه‌ای به خط المسند، الفبای باستانی پادشاهی عربی سباء

از عرب‌های شمالی عربستان ۵ مدرک که کهنه‌ترین آن‌ها مربوط به ۵۱۲ میلادی است، به‌دست آمده است. از عرب‌های جنوبی (مردم یمنی و عمانی) نیز آثاری به‌دست آمده است که با حروف خط و الفبای مسند می‌نوشتند. مردم حجاز که بر اثر صحرانشینی از نوشتن خط بی‌بهره ماندند. اما اندکی از آن‌ها که از دوره پیش از اسلام به عراق و شام می‌رفتند نوشتن را از آن‌ها آموختند و عربی خود را با حروف نبطی یا سریانی و عبرانی می‌نوشتند. برای نمونه سفیان بن امیه که از بازرگانان آن دوره بود از کسانی بود که خط سریانی (سطرنجیلی) را به حجاز آورد. سپس در طول دو قرن خط حجازی (که بعداً به کوفی شناخته شد) را بهبود بخشیدند تا خط فعلی عربی به‌دست آمد.

### پس از اسلام

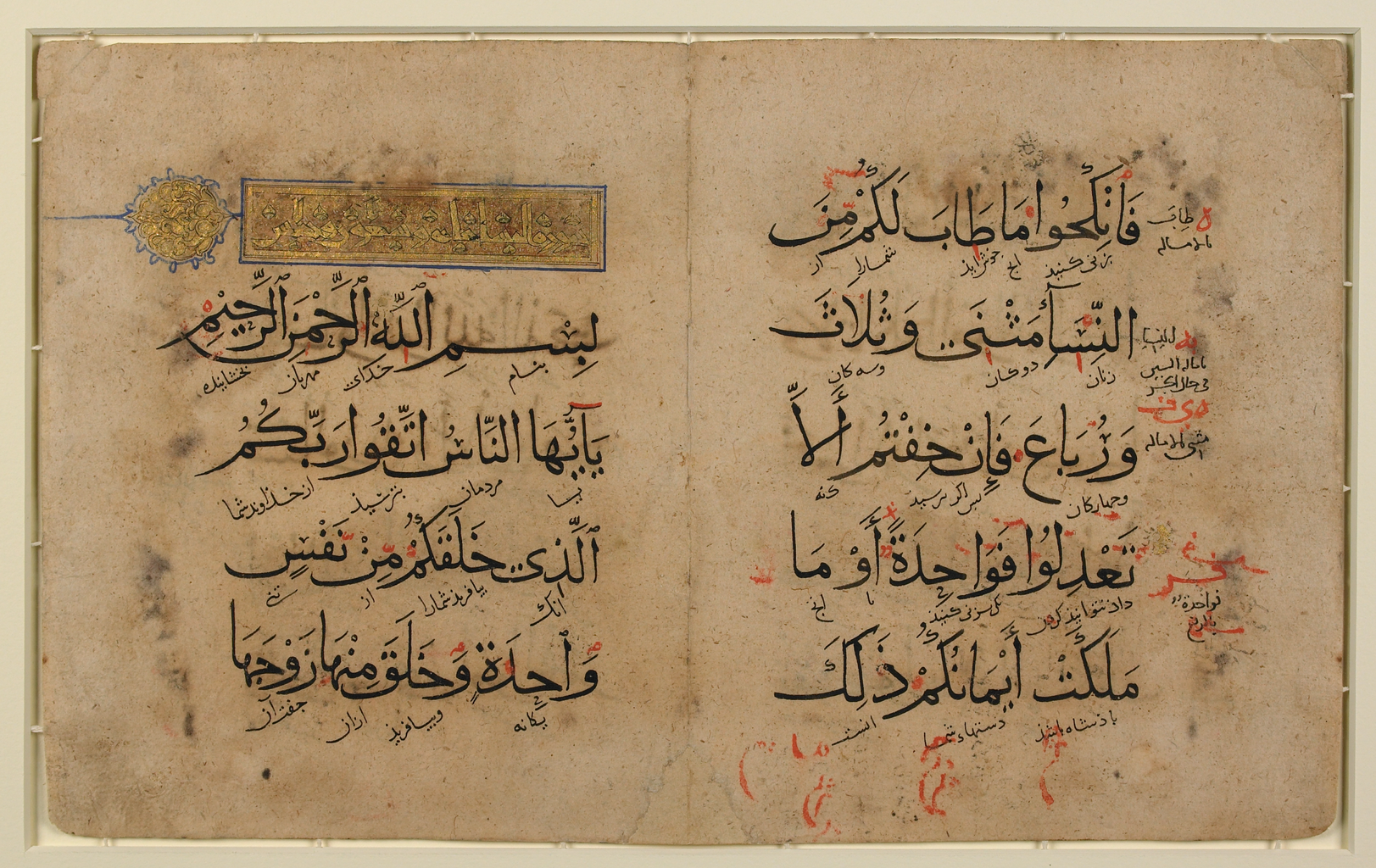
سه آیهٔ نخست سورهٔ نساء به کوفی به رنگ طلایی و آیات قرآن به رنگ مشکی به زبان کوفی محقق سوره حج

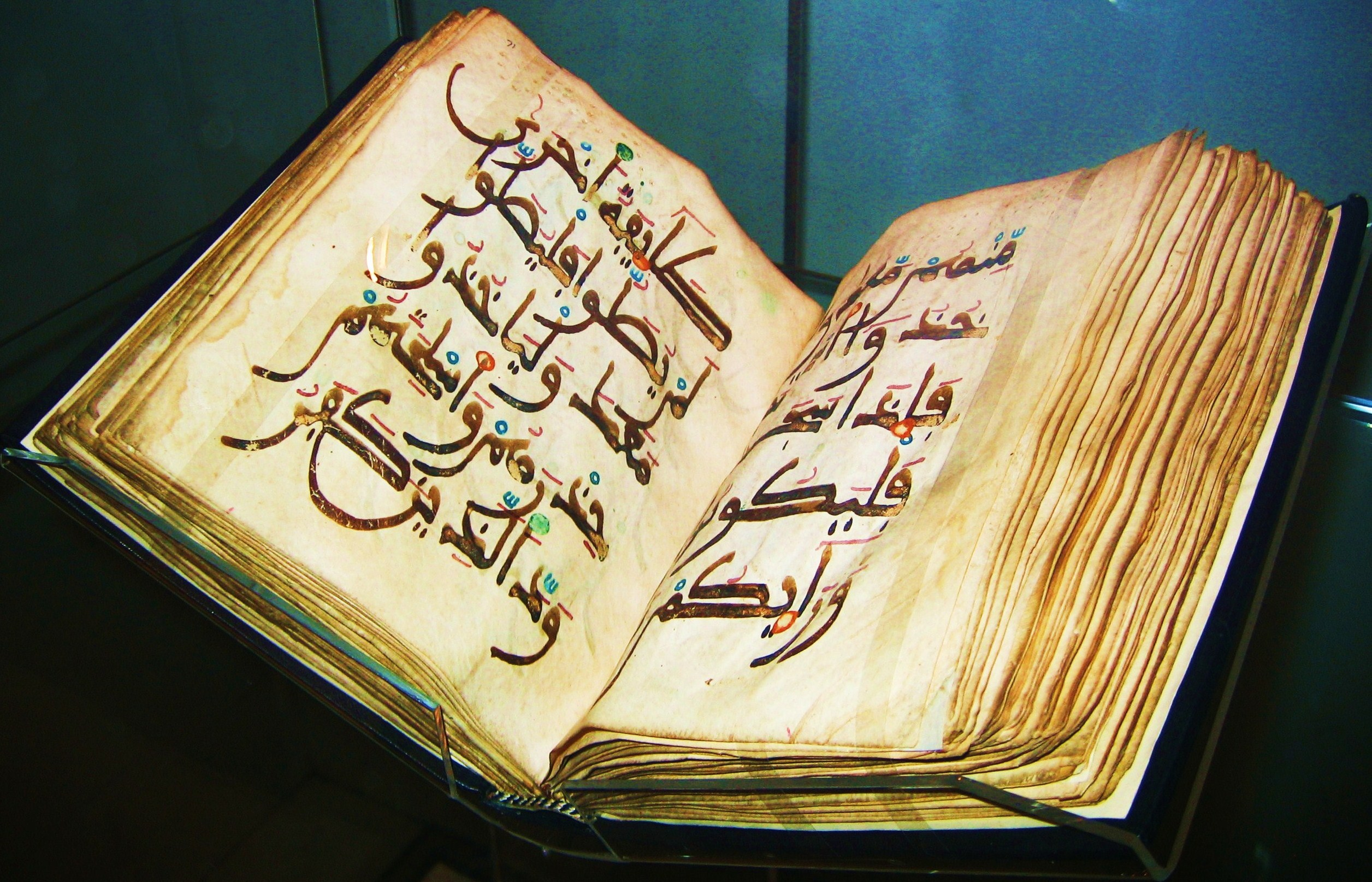
یک جلد قرآن متعلق به سده اول هجری. واقع در بخش اسلامی موزه بریتانیا

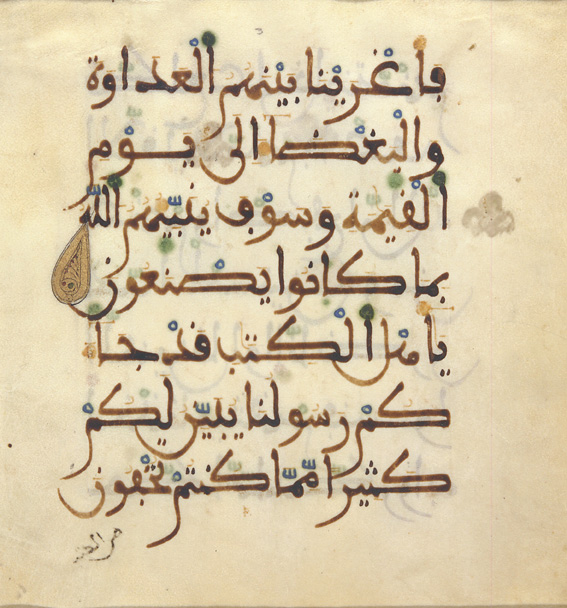
قرآن به خط کوفی مغربی (خط کوفی دارای بیش از ۳۰ شیوه نگارش بود)

در آغاز دوران اسلامی مسلمانان تلاش کردند قرآن را به نگارش درآورند؛ و عدهٔ کمی از آن‌ها که نوشتن می‌توانستند شامل «علی‌بن ابی طالب»، «عمربن خطاب» و «طلحه بن عبیدالله» قرآن را به نگارش درآوردند. در این نگارش از حروف الفبای نبطی یا خط سریانی (سطرنجیلی) استفاده شد. خط‌های نبطی و سریانی هر دو از خط آرامی منشأ گرفته بودند. در این خط ابهامات زیادی بود و حروف بدون نقطه نوشته می‌شدند و مصوت‌های کوتاه و برخی مصوت‌های بلند مانند «ا» در میان واژه‌ها نوشته نمی‌شد.
برای نمونه در این خط ب، ن، ت، ث و ی همانند هم نوشته می‌شدند یا ح، خ، ج یا س و ش همانند بودند.

### خط کوفی
خط عربی امروزی از خط کوفی ساخته شده است. به گونه‌ای که علی بن ابی طالب خود نیز به خط کوفی می‌نوشت. دست‌خط علی بن ابی طالب به خط کوفی امروزه موجود است.
تا این زمان، قلمرو اعراب از افغانستان و ایران تا سوریه و مصر گسترش یافته بود و غلط‌خوانی‌های زیادی در نامه‌های مختلف به وجود می‌آمد. مردم کشورهای دیگر در ادای واژه‌های عربی دچار مشکل بودند و به زبان خود می‌خواندند و می‌نوشتند تا اینکه در سال ۶۵ هجری، عبد الملک بن مروان در دمشق به خلافت رسید و در نامه‌ای که به حجاج بن یوسف ثقفی خلیفه عراق نوشت، به او گفت که این خط کوفی کفایت نمی‌کند و از او خواست تا خط عربی را بر پایهٔ خط کوفی توسعه دهد و ترویج کند. حجاج به سردارانش دستور داد تمام روحانیان ادیان دیگر و کسانی که به خط غیر از عربی می‌نویسند را از دم تیغ بگذرانند. آثار این اقدامات حتی از کتاب‌سوزی در ایران نیز پررنگ‌تر بود. گرچه در شرق ایران و در خراسان چنین رویکرد و راهبردی ناکام ماند و تا پایان خلافت اموی همچنان موبدان و مغان با کاربرد خط پهلوی ساسانی دست‌اندرکار نگهداری آمار باج و خراج بودند و تلاشهای واپسین استاندار آن سامان، نصربن‌سیار برای دگرگونی این روند ناکام ماند.
این اقدامات مشکلات زیادی برای زبان سایر کشورها ازجمله پارسی‌زبانان به وجود آورد. عرب‌ها خط را به کشورهای دیگر تحمیل نمودند ولی چهار حرف اصلی را در الفبای خود نداشتند و آن را حروف عجمی می‌نامیدند. سرانجام یک خوشنویس ایرانی به نام خواجه ابولمال، سه نویسه پ ژ چ را به الفبای عربی اضافه کرد و پس از مدتی، نویسه گ نیز پس از یک فراز و نشیب ابتدا به شکل «ک یک‌نقطه(ڬ)، دونقطه(ࢴ) و سه‌نقطه(ڭ)» سپس (ک همزه‌دار)، و در نهایت به شکل کنونی (گ) به الفبای عربی اضافه شد.
تعلیق و نستعلیق، دو شیوه خوشنویسی از خط عربی هستند که توسط ایرانیان ابداع شدند.

## خط عربی
خط عربی یا شیوه‌های زیباشناسانه و هنری متعدد الفبای زبان عربی، شامل: ثلث، نسخ، محقق، ریحانی، توقیع و رقاع، ساختهٔ ابن‌مقله شیرازی است.به جز خط نسخ که قبل از ابن مقله در قرن اول هجری قمری وجود داشته است.